# Gina T
Gina T (właśc. Gina Tielman) (ur. 24 października 1960 w Bussum w Holandii) – holenderska piosenkarka.
Solową karierę jako Gina T. rozpoczęła w roku 1986, gdy wylansowała hity: Hey Angel, Summertime, Summertime, Tokyo by night, I love to love you. Oprócz śpiewu, Gina zajmuje się pisaniem tekstów dla wielu wokalistów i wokalistek na całym świecie. 
Gina T. ukrywała się również pod pseudonimem Gordon Namleit pisząc piosenki dla m.in.: Claudii Jung oraz Francesco Napoli.

## Dyskografia

### Wybrane Single
- 1987 Tokyo By Night
- 1989 In My Fantasty
- 1990 Hey Angel
- 1991 Summertine Summertime
- 1991 Tonight So Cold
- 1992 Sayonara
- 1992 I Love To I Love You
- 1993 Baby Blue
- 2011 Litlle butterfly

### Albumy
- 1989 Tokyo By Night
- 1990 Hey Angel
- 1991 Love Will Survive
- 1992 The Window Of My Heart
- 1993 Baby Blue
- 1995 Stop In The Name Of Love
- 1999 I Don't Like Rainy Days
- 2010 Geatest Hits (1987-2010)